# Beilschmiedia cuspidata
Beilschmiedia cuspidata är en lagerväxtart som först beskrevs av Kurt Krause, och fick sitt nu gällande namn av Robyns & Wilczek. Beilschmiedia cuspidata ingår i släktet Beilschmiedia och familjen lagerväxter. Inga underarter finns listade i Catalogue of Life.